# Deinbollia oblongifolia
Deinbollia oblongifolia es una especie de planta herbácea perteneciente a la familia Sapindaceae. Es originaria de África.

## Descripción
Es un arbusto o pequeño árbol perennifolio que alcanza los 0.3 a 5 m de altura y se encuentra a 5 a 610 metros de altura, en el sueste de África en Mozambique y Sudáfrica.

## Ecología
Se está planta se alimentan las larvas de la mariposa Euxanthe wakefieldi.

## Taxonomía
Acer velutinum fue descrita por Pierre Edmond Boissier y publicado en Sitzungsberichte der Königl. Bayerischen Akademie der Wissenschaften zu München 8: 299, en el año 1878.
Sinonimia
- Sapindus oblongifolius (E.Mey. ex Arn.) Sond. (1860)
- Rhus oblongifolia E.Mey. (1843) basónimo[2][3]